# Euptera pluto
Euptera pluto is een vlinder van de familie van de Nymphalidae, van de onderfamilie van de Limenitidinae. De wetenschappelijke naam van de soort is voor het eerst voorgesteld door Christopher Ward in een publicatie uit 1873.

## Verspreiding
Deze vlinder komt voor in de bossen van Liberia, Togo, Nigeria, Kameroen, Gabon, Centraal-Afrikaanse Republiek, Congo-Brazzaville, Congo-Kinshasa, Oeganda, Tanzania en Zambia.

## Waardplanten
De rups leeft op soorten van het geslacht Englerophytum (Sapotaceae).

## Ondersoorten
- Euptera pluto pluto (Ward, 1873) (Zuid-Nigeria, Kameroen, Gabon, Centraal-Afrikaanse Republiek, Congo-Brazzaville, Noord-Congo-Kinshasa)
  - = Thaleropis trigona Holland, 1892
- Euptera pluto primitiva Hancock, 1984 (Zuidoost-Congo-Kinshasa, Oeganda, Tanzania, Noordwest-Zambia)
- Euptera pluto occidentalis Chovet, 1998 (Liberia, Togo, Gabon)